# 平田辰一郎
平田 辰一郎（ひらた しんいちろう、1940年8月4日 - ）は、日本の政治家、通産官僚。元衆議院議員（1期）。薬丸自顕流顕彰会顧問

## 来歴
鹿児島県出身。東京教育大学附属駒場高等学校卒業。1965年、東京大学工学部卒業。通商産業省に入省。
1981年4月18日、敦賀原子力発電所1号機内の一般排水路から放射性物質漏えい事故が発生。日本原子力発電株式会社による「事故隠し」が社会問題になるが、このとき平田は原子力発電運転管理課長として事故に対処した。資源エネルギー庁技術課長、新産業技術研究所長などを歴任。日本の原発推進におけるキーマンであったと言われる。
1986年7月の第38回衆議院議員総選挙の旧鹿児島1区に無所属で立候補し落選。
1990年2月の第39回衆議院議員総選挙の旧鹿児島2区（定数3）において、自民党は現職の小里貞利と有馬元治のほか、平田にも公認を出した。同選挙では平田は初当選。有馬は次点で落選し、政界を引退した。
1993年6月の第40回衆議院議員総選挙でも自民党は、小里と平田のほか、元建設官僚の松下忠洋の3人に公認を出した。平田は次点で落選。
1996年10月の第41回衆議院議員総選挙に鹿児島3区から新進党公認で立候補するも、松下忠洋に敗れ落選した。

## 人物
平田辰一郎は薩摩藩家老家の当主でもある。先祖は平田純貞（島津家15代貴久家臣・殉死）。また同じく薩摩藩家老・調所広郷の家から明治時代に嫁をもらっており、調所広郷の女系7代目子孫でもある。